# 곤충 공포증
곤충 공포증(昆蟲恐怖症, Entomophobia)은 곤충에 대해 공포증을 갖는 것을 말한다. 이 공포증이 생기는 원인으로는 벌레에 대한 이미지, 어릴 때부터의 생활 양식 등이 있다.

## 같이 보기
- 동물 공포증